# 군중낙원
《군중낙원》(Paradise in Service)은 2014년 중화민국에서 제작된 영화이다.

## 줄거리
도제 니우 감독이 6,70년대에 타이완에서 군 생활을 한 아버지 세대의 추억을 반추하며 만든 작품. 1969년 중화민국의 금문도. 아직도 중화인민공화국과 대치중인 이곳의 해안정찰부대인 해룡 부대에 신병 파오가 전입해 온다. 하지만, 수영과 잠수를 제대로 하지 못하는 그는 곧 다른 부대로 옮겨간다. 그가 옮겨간 부대는 ‘831’ 또는 ‘군중낙원’이라 불리는 군영 내 공창이다. 이곳에서 그는 공창의 매춘부를 관리하는 일을 하게 된다. ‘831’에서 복무를 하는 동안 파오는 많은 일을 겪게 되는데..

## 출연

### 주연
- 원경천
- 완첸
- 진의함
- 왕백걸

### 조연
- 천젠빈